# Olho Marinho
Olho Marinho é uma povoação portuguesa sede da Freguesia de Olho Marinho do Município de Óbidos, freguesia com 18,32 km² de área e 1361 habitantes (censo de 2021). A sua densidade populacional é 74,3 hab./km².
Lá existe uma fonte onde D. Inês de Castro tratava a sua pele e os seus olhos.[carece de fontes?]
A freguesia foi criada pela Lei nº 1.752, de 05/03/1925, com lugares desanexados da freguesia de Amoreira.

## Demografia
A população registada nos censos foi:
| Distribuição da População por Grupos Etários | Distribuição da População por Grupos Etários | Distribuição da População por Grupos Etários | Distribuição da População por Grupos Etários | Distribuição da População por Grupos Etários |
| -------------------------------------------- | -------------------------------------------- | -------------------------------------------- | -------------------------------------------- | -------------------------------------------- |
| Ano                                          | 0-14 Anos                                    | 15-24 Anos                                   | 25-64 Anos                                   | > 65 Anos                                    |
| 2001                                         | 178                                          | 160                                          | 641                                          | 279                                          |
| 2011                                         | 194                                          | 103                                          | 683                                          | 299                                          |
| 2021                                         | 152                                          | 168                                          | 668                                          | 373                                          |

## Atividades Económicas
A freguesia do Olho Marinho tem como principais atividades económicas:
- Silvicultura
  - Viveiros Florestais (estação experimental) Quinta do Furadouro

- Hortofloricultura
- Floricultura
- Produtores Hortícolas
- Viveiristas

- Pecuária
- Serrelharia
- Construção Civil
- Outras Actividades
  - Bares
  - Cafés/Pastelarias
  - Churrascaria
  - Comercialização de Agro-Quimicos e Sementes
  - Comercialização de Produtos Hortícolas
  - Florista
  - Minimercados/Supermercados
  - Oficinas
  - Perfumaria/Retrosaria
  - Produção de Sumos e Compotas
  - Pronto-a-Vestir
  - Restaurantes
  - Serviços
  - Talho
  - Transporte de Pessoas e Mercadorias
  - Turismo

## Serviços
No intuito de facilitar a vida aos Olhomarinhenses, a Junta de Freguesia, de acordo com a Lei em vigor, presta os seguintes serviços à população:

### Serviços prestados pela Junta de Freguesia
- Atestado de Agregado Familiar
- Atestado de Insuficiência Económica
- Atestado de Residência
- Atestado de Prova de Vida
- Atestado para Fins Escolares
- Autenticação de Fotocópias
- Emissão de licenças de caça para caçadores
- Licenças e Registo de Canídeos
- Preenchimento e envio por Internet de formulários de I.R.S.
- Recenseamento Eleitoral

### Outros Serviços
- Realização de pagamentos
  - Água
  - Coimas
  - Contribuição Autárquica
  - Luz
  - Seguros
  - Telefone
  - Outros
- Todos os serviços dos CTT
  - Envio de Correspondência
  - Registos/Avisos de Recepção
  - Vales de Correio
  - Outros
- Telefone Público e Fax
- Espaço Público de Internet
- Caixa Multibanco

## Festas e Romarias
A principal festividade anual do Olho Marinho celebra-se na segunda quinzena de Agosto, em honra do Imaculado Coração de Maria, a quem a freguesia foi consagrada em finais do século XIX. Para além do seu carácter religioso, que tem o ponto alto na bela procissão que percorre as ruas da localidade, a festa pretende ser um ponto de encontro de todos os emigrantes da freguesia.
Também em agosto realiza-se, no dia 15, o Festival de Folclore, promovido pelo Rancho Folclórico "Os Populares" do Olho Marinho, e que reúne ranchos dos mais diversos pontos do país.
Outro momento importante é a Feira de Santo António, que se realiza todos os anos, no dia 13 de junho, com uma forte componente de animação.

## A Bandeira e o Brasão
Ordenação heráldica do brasão, bandeira e selo branco da Freguesia de Olho Marinho, Município de Óbidos.

### Brasão
Escudo de negro, gamo de ouro passante, entre três besantes de prata, carregado cada um de três faixetas ondadas de azul (fontes) e acompanhada em chefe de um escudete de azul besante e debruado de prata posto entre dois crescentes do mesmo metal. Coroa mural de três torres de prata. Listel branco, com a legenda a negro, em maiúsculas: «Olho Marinho - Óbidos».

### Bandeira
Amarelo, cordão e borlas de ouro e negro. Haste e lança de Ouro.

### Selo Branco
Circular, com as peças do escuso sem indicações de cores e metais, tudo envolvido por dois círculos concêntricos, onde corre a legenda Junta de Freguesia de Olho Marinho - Óbidos.
Parecer emitido pela Comissão de Heráldica da Associação dos Arqueólogos Portugueses, nos termos da Lei n.º 53/91, de 7 de Agosto. A data deste Parecer deverá constar na publicação do Diário da Républica. Lisboa, 14 de Agosto de 1994

### Explicação
O negro, cor heráldica, que representa a terra, rocha, onde brotam os olhos de água, no fundo sinónimo de riqueza e prosperidade; os besantes ondeados de azul (três) representam, em heráldica, as fontes que, neste caso, são as Nascentes/Olhos de Água.
O gamo, animal da família dos veados, timbre das armas dos Gamas, em alusão ao brasão da família de Estêvão Ferreira da Gama. O gamo representa também a caça grossa que existia há séculos nesta zona, tão da preferência da Corte para as suas caçadas. As restantes peças são parte das armas de Óbidos.